# Maltractament psicològic
El maltractament psicològic o maltractament psíquic és una forma de violència que inclou moltes modalitats d'agressió intel·lectual i moral; i que consisteix en hostilitat reiterada, que pot ser verbal o no verbal, que perjudica directament o indirecta l'estabilitat emocional de la persona que la pateix.
Fa referència a conductes que atempten contra la integritat psíquica i emocional de la persona. Són manifestacions d'aquest tipus: la humiliació, els insults, l'exigència a l'obediència, els crits, l'aïllament social, la culpabilització, el rebuig social, el xantatge emocional, el tractament de silenci en una relació i totes aquelles conductes que tinguin com a objectiu minvar l'autoestima de la persona.
Aquest tipus de violència no és tan visible com la física, i és més difícil de demostrar. Moltes vegades la víctima no identifica aquesta violència sinó que la justifica com a pròpia del caràcter de l'agressor. El maltractament psicològic es pot manifestar de diferents maneres: depressió, aïllament, baixa autoestima, ansietat, por, estrès, suïcidi o intents de suïcidi, sentiments de vergonya i culpabilitat, cometre robatoris, inestabilitat emocional, pertorbacions del son, queixes de dolors físics sense base mèdica, comportaments inadequats per a l'edat o el desenvolupament, entre moltes altres.

## Fases del maltractament psicològic
La víctima experimenta diferents fases quan rep maltractament psicològic 
- Reacció d'atordiment (paralitzada, no pot actuar) o negació del fet
- Vivències més dramàtiques que provoquen dolor, indignació, ràbia, culpa...
- Tendències a reexperimentar l'episodi violent amb somnis, records...

Les seqüeles emocionals són les mateixes en el maltractament físic i en el psicològic: trastorn per estrès posttraumàtic, ansietat, baixa autoestima, inadaptació global, processos depressius, etc.

## Maltractament psicològic de gènere
El maltractament psicològic a un home o una dona es considera una forma de violència de gènere, especialment quan aquest ocorre per part de la seva parella. Alguns exemples en són la degradació de l'home o la dona, desvaloritzant contínuament la víctima o usant una vulnerabilitat seva per a erosionar la seva autoestima de manera continuada; la cosificació de la parella, que se sent tractada com un objecte; sobrecarregar-la de responsabilitats emocionals i pràctiques; privar-la de satisfer demandes bàsiques, cosa que produeix que la persona quedi aïllada; provocar-li por i una distorsió de la realitat.